# Nenad Nikolić
Nenad Nikolić (serbe : Ненад Николић) (né le 20 août 1961 à Lipljan à l'époque en République fédérative socialiste de Yougoslavie et aujourd'hui au Kosovo, et mort le 30 avril 1999 à Belgrade à l'époque en République fédérale de Yougoslavie et aujourd'hui en Serbie), est un joueur de football yougoslave serbe évoluant au poste de défenseur.
Surnommé Neša tout au long de sa carrière, il meurt à l’âge de 37 ans sous un bombardement de l'OTAN en ex-Yougoslavie.

## Biographie

### Jeunesse
Né le 20 août 1961 à Lipljan dans l'actuel Kosovo, il déménage enfant avec sa famille à Zemun (en actuelle Serbie) avant de déménager un an après à Petlovo brdo où il vit jusqu'à sa mort.
Il grandit avec sa sœur jumelle Nada et son grand frère Zoran. Son parrain est le footballeur Vesko Mihajlović. 
Très jeune déjà il développe une passion et un certain talent pour le football. Il poursuit ses études jusqu'au baccalauréat à Gymnasium XIII à Belgrade.

### Carrière
Nenad rejoint brièvement les Tacoma Stars aux États-Unis avant de revenir en Serbie afin d’ouvrir une entreprise familiale à Banovo brdo dans les environs du stade de FK Čukarički. L’entreprise familiale existe toujours et a été rebaptisé « NENAD ».

### Famille
Nenad se marie avec Snežana en 1991, de cette union naissent Katarina et Aleksandar qui sont alors respectivement âgés de 2 ans et 8 mois lorsque leur père meurt.

### Décès
Les premiers bombardements de l’OTAN en ex-Yougoslavie surviennent le 24 mars 1999. Nenad, réserviste au Ministère de l’Intérieur serbe, a pour ordre de veiller sur le quartier général de la rue principale Knez Milos.
Un mois après le début des bombardements, une bombe est larguée sur le quartier général pendant que Nenad effectue sa ronde de nuit. Les bâtiments et leurs alentours sont complètement détruits mais Nenad n'est pas blessé. Alors qu'il tente d'évacuer les blessés, une deuxième bombe est larguée et Nenad est tué sur le coup.

## Héritage

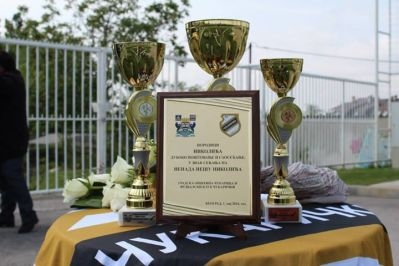
FK Čukarički récompenses et coupes

### Tournoi commémoratif Nenad Neša Nikolić
Un tournoi commémoratif nommé « Nenad Neša Nikolić » se tient chaque année sur la pelouse du FK Čukarički en mémoire sa avec le soutien de la municipalité de Čukarica.

### Honneurs et récompenses
Le ministre des Affaires Etrangères Zoran Marković a inauguré une plaque en sa mémoire.
À titre posthume, l’Ordre National du Mérite dans le domaine de la défense et de la sécurité lui a été octroyé.